# Zdzisław Jachimecki
Zdzisław Jan Jachimecki (7. července 1882 Lvov – 27. října 1953 Krakov) byl polský hudební historik, hudební skladatel, profesor na Jagellonské univerzitě a člen Polské akademie umění.

## Životopis

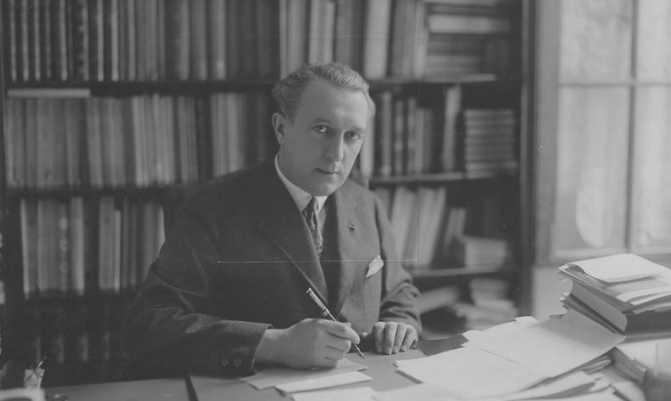
Zdzisław Jachimecki

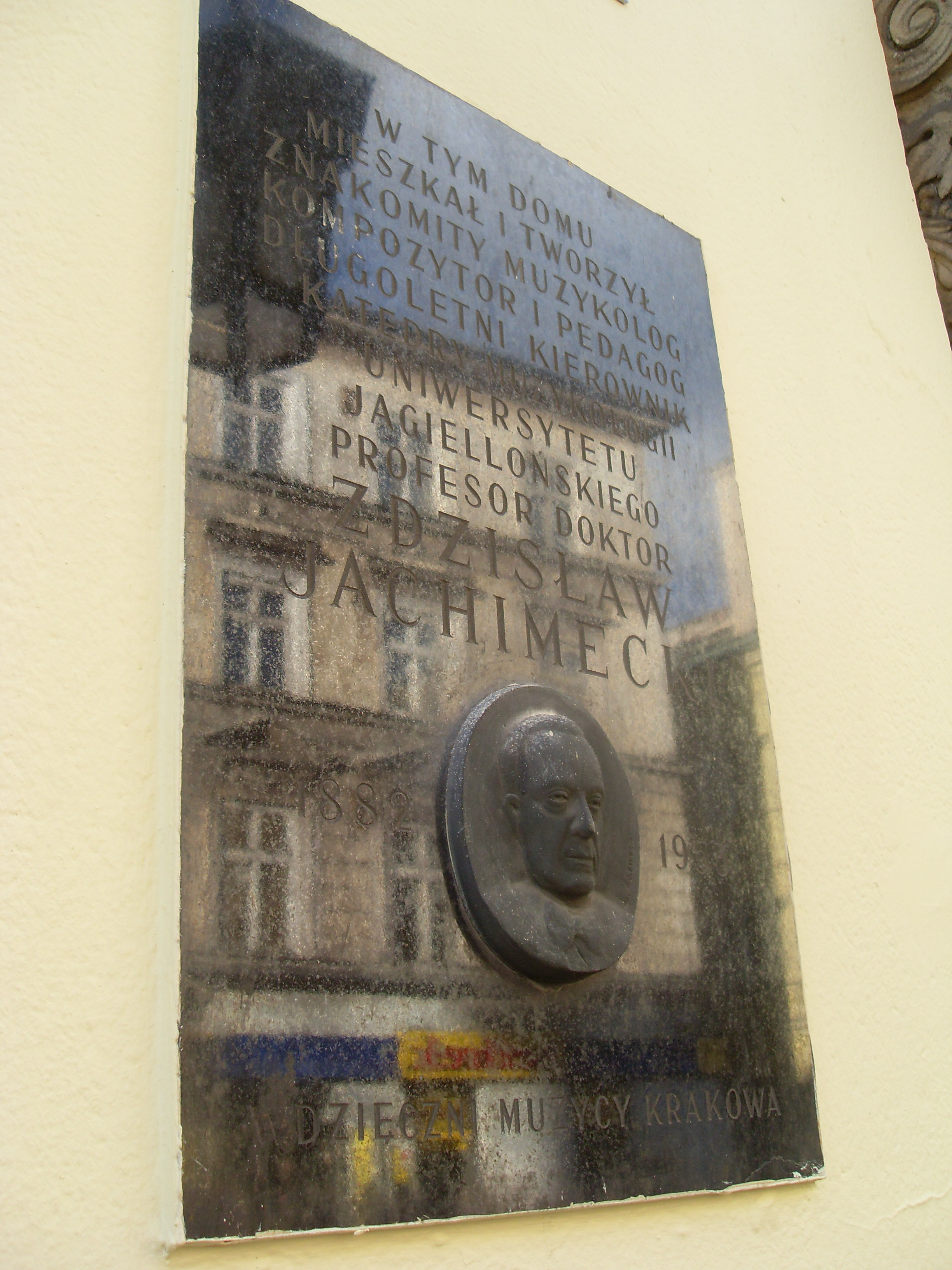
Pamětní deska v ul. Grodzkie číslo 47 v Krakově, kde Zdzisław Jachimecki bydlel

Byl synem Wojciecha Jachimeckého, majitele krejčovské dílny a Bronisławy Kraśniewiczové. Navštěvoval gymnázium ve Lvově a od dětství hrál na klavír a housle. Studoval teorii hudby na Lvovské národní hudební akademii (1899-1901) a poté hudební vědu na univerzitě ve Vídni (1902-1906). Na Jagellonské univerzitě obhájil v roce 1906 doktorát prací Žalmy Mikołaje Gomółky a v roce 1910 habilitoval prací Italské vlivy v polské hudbě od roku 1540 do 1640 pod vedením Guida Adlera. V letech 1907-1913 přednášel o historii hudby na kurzech Baranieckého a na Hudební akademii v Krakově. Od roku 1910 učil dějiny a teorii hudby na Jagellonské univerzitě. V roce 1921 se stal profesorem, a v akademickém roce 1932/1933 byl děkanem filozofické fakulty. Přednášel na univerzitách v Itálii, Německu a Rakousku. Byl ředitelem krakovského Hudebního spolku a spolupracoval s místním divadlem. Pro Polský rozhlas připravil v letech 1926-1934 různé hudební pořady, soutěže a asi 400 koncertů.
Byl zatčen Nacisty při Sonderaktion Krakau a vězněn od listopadu 1939 do března 1940. Po válce se vrátil do funkce vedoucího katedry. Spolupracoval s mnoha časopisy, jako byly "Echo Muzyczne", "Czas", "Przegląd Polski", "Nowa Reforma", "The Slavonic and East European Review" (Londýn), "The Musical Quarterly" (New York), "La Revue Musicale" (Paříž) a "Kritika" (Praha). V roce 1930 se stal korespondenčním a v roce 1947 řádným členem Polské akademie umění. Byl jedním ze zakladatelů muzikologického oddělení Svazu polských skladatelů (1948), členem pařížské Société française de musicologie a Vídeňské chopinovské společnosti.
Polské Radio jej vyznamenalo za pořad o životě Fryderyka Chopina. Získal Zlatý kříž za zásluhy, Řád znovuzrozeného Polska (1936), Řád italské koruny (1926) a československý Řád Bílého lva (1933).
Jako skladatel komponoval sólové i sborové písně, například Powój, Królewna). Napsal komedii Wysokie C (1916) a do polštiny přeložil libreto opery Figarova svatba.
Na poli vědy se zabýval dějinami novodobé hudby, dějinami polské renesanční hudby a životopisectvím. Byl autorem mnoha syntetických zpracování dějin hudby a hudební kultury v Polsku od středověku po 20. století.
Zabýval se operní tvorbou 19. a 20. století, stejně jako mapováním života a tvorby Fryderyka Chopina, vydal sbírku jeho korespondence s rozsáhlou úvodní částí a výklady (1949). Jako jeden z prvních se zabýval dílem a životem Bartłomieje Pękiela a Władysława Żeleńského. Napsal první monografii o tvorbě Karola Szymanowského. Zkoumal také písně Stanisława Moniuszka.

## Dílo
- Mozart. W 150 rocznicę urodzin (1906)
- Hugo Wolf (1908)
- Józef Haydn (1910)
- Ryszard Wagner (1911)
- Wspomnienia Kurpińskiego (1911)
- Artega i Wagner jako teoretycy dramatu muzycznego (1912)
- Hudba na dvoře Vladislava II. Jagellonského, 1424-1430 (1915)
- Moniuszko (1921)
- Fryderyk Chopin (1927)
- Na marginesie pieśni studenckiej z XV-go wieku (1930)
- Nieuwzględnione dotychczas źródło melodii Bogurodzicy (1930)
- Średniowieczne zabytki polskiej kultury muzycznej (1930)
- Mikołaj Gomółka i jego poprzednicy w historii muzyki polskiej (1946)
- Muzykologia i piśmiennictwo muzyczne w Polsce (1948)
- Chopin, rys życia i twórczości (1947)
- Z pism (1957-1961, 3 tomy)
- Władysław Żeleński (1959)